# 战斗网络 洛克人EXE2
《战斗网络 洛克人EXE2》（又译作，简称“洛克人EXE2”），是游戏开发商卡普空於2001年12月14日發售於Game Boy Advance平台的一款動作角色扮演遊戲，是洛克人EXE系列的第二作。游戏剧情发生在《洛克人EXE 資料傳輸》之后。2014年11月12日卡普空通过Virtual Console在线商店发行本作的Wii U版本。

## 游戏系统
游戏系统总体和1代无异，甚至该游戏的多数图形与上一作完全相同，然而本作游戏系统相比前作增添了几种新的概念。
本作中，洛克人的HP在战斗后如果损失HP，不会自动完全修复。并且游戏介绍了与战斗芯片类似的“辅助芯片”，但是只能在战斗之外进行激活。
前作中玩家只有一个芯片文件夹，而到了《EXE2》时则介绍了备用活动文件夹，允许玩家通过简单定制攻击值范围来应对多种情况。值得注意的是，尽管任何时候战斗都只用一个文件夹，但在一个活动文件夹安装的芯片并不能安装到第二个文件夹。本作一共可以搜寻到三个文件夹，且都是可以定制的。与前作相同，文件夹内只能最多安装5个领航员召唤芯片，但相同种类的芯片下调为最多5个。
除了在整体上增加了更多种类的战斗芯片，本作还扩展了芯片编号系统，而前作被限制只能使用字母表编号。一些芯片的编号可能以星号（*）表示，表明该芯片可以与其它任何芯片一起使用。本作也是EXE系列除《EXE6》外唯一可以从芯片交易器得到星号编号的领航员召唤芯片的系列作。单人模式中玩家可以收集到250张芯片，而多人联机对战则可以收集到251至266张芯片，且第266号芯片(Sanctuary，圣所)仅当玩家完成本游戏的困难模式后才可获取。玩家也可通过在游戏中完成主线任务以获得标题画面的五颗星。本作亦添加“ADD”功能按钮，玩家可通过该功能舍弃本轮的芯片，在下一场以上场舍弃的数量相同的芯片作为补给。
除此之外，玩家也可以在游戏中访问“网络广场”，如同城市广场，领航员和他们的操纵者可以在这里休息，购买补给或者交换信息。
游戏在战斗系统上作出了重大改变，此次加入了形态转换功能，每一个形态都对应不同的外表，受到伤害程度，攻击值以及其它功能。游戏中洛克人可以转换为五种形态（气力、护盾、改装、兄弟、彩斗），并可与四种元素属性之一相结合（火，木、电、水）。洛克人一次可以存储两种形态，战斗之外可以恢复默认形态。
从《EXE2》开始，玩家一旦使用芯片交易器并收到新芯片时，游戏便会自动存档。此举是为了防止玩家在没有得到想要的芯片之前一直不存档，对游戏进行软复位以进行作弊。另一个延续至后续系列的规则则是仅当玩家通关故事模式后（标题画面显示黄星），游戏才会出现10芯片交易器，并会给交易者们最好的芯片。

## 剧情
在击败WWW组织后，秋原镇迎来了短暂的和平，然而由网络黑手党“福音会”开展的网络犯罪活动却开始出现。光热斗和他的领航员洛克人又开始了消灭福音会摧毁社会的意图的行动。
网络领航员的操作者现在有机会成为城市网络对战员（比炎山这样的官方对战员级别低），热斗也成为了其中一员，使得他能够在现实生活和网络世界中通往各个地方。在探寻的过程中，热斗和洛克人多次阻挠福音会收集四个究极程序的计划（在某些场合简称“超级程序”），然而福音会最终还是收集到这些程序，并与电脑漏洞相结合，创造出蕴含巨大能量的超级领航员。该领航员为佛鲁迪的复制品，佛鲁迪在前作仅作为隐藏头目出现，而在后续系列才担任更重要的角色。洛克人击败复制佛鲁迪后，主角们见到了福音会头目的真面目，带广瞬。带广瞬的父母在因电脑病毒造成一次空难中逝世，亲戚也因为遗产问题争执不休，此后他对现实社会感到绝望，便号召其他对现实社会不满的人一起组建了福音会来对网络社会进行攻击。带广瞬发现自己身上的变装消失后，便操作服务器使其超载，复制佛鲁迪再次出现，状态开始不稳定并变成一个巨大的，带有多重漏洞的狼型机体福音兽（与EXE6中的格雷加极度相似）。服务器产生的能量引发了异常的辐射，并将网络世界与现实世界融合在一起，且最后让热斗瘫痪，使他无法操作洛克人，但后来热斗和洛克人两人意识同步后，与前作最终战类似，使得热斗可以通过意识操作洛克人。在击败了福音兽后，热斗承诺在带广瞬改过自新后，可以为他的朋友。
在制作人员名单中，真实的佛鲁迪出现并摧毁了自己的复制品，他发誓将对人类展开报复后消失不见。

## 开发
游戏中的非玩家角色“名人”全名为“江口名人”，对应该游戏系列的设计师江口正和。

## 评价与反响

### 媒体评价
该游戏获得GameSpot年度“GBA最佳角色扮演游戏”奖亚军，冠军则为《战术食人魔：洛迪斯骑士》。

### 销量
本作2001年在日本的总销量为124,349份且被电击Online列为日本2001年最畅销电子游戏榜单第91名。《Fami通》杂志的销售数据表明本作为2002年第30名最畅销的电子游戏，年底的销售总量达到了344,230份。